# 多花锡金铁线莲
多花锡金铁线莲（学名：Clematis acuminata var. multiflora）为毛茛科铁线莲属下的一个变种。

## 扩展阅读
- 維基物種上的相關：多花锡金铁线莲